# Дженива (окръг)
Окръг Дженива (на английски: Geneva County) е окръг в щата Алабама, Съединени американски щати. Площта му е 1500 km², а населението – 26 659 души (1 април 2020). Административен център е град Дженива. Дженива е англоезичното произношение на името Женева.